# Джоанна Аткінс
Джоанна Аткінс (англ. Joanna Atkins; нар. 31 січня 1989) — американська легкоатлетка, яка спеціалізувалася на спринті.

## Спортивні досягнення
Чемпіонка світу з естафетного бігу 4×400 метрів (2013, виступала в попередньому забігу).
Дворазова чемпіонка світу в приміщенні з естафетного бігу 4×400 метрів (2014, 2018). Фіналістка (6-е місце) чемпіонату світу в приміщенні з бігу на 400 метрів (2014).
Чемпіонка Світових естафет з жіночого (2014, 2017) та змішаного (2019) естафетного бігу 4×400 метрів. Срібна призерка Світових естафет з жіночого естафетного бігу 4×400 метрів (2019).
Була 2-ю у бігу на 200 метрів на Континентальному кубку (2010).
Бронзова призерка чемпіонату США з бігу на 200 метрів (2014).
Віцечемпіонка США в приміщенні з бігу на 400 метрів (2013).